# 汾陽善昭
汾陽善昭（947—1024年），宋代臨濟宗大師，俗姓俞，太原人。出家後極其精進，參訪了七十一個大師，望能開悟。後訪汝州首山，禮首山省念禪師，獲得接引悟道，後在湖廣之間雲遊，名重當時，各地太守都爭相競邀，但善昭禪師依然拒絕，繼續漂泊。後受契聰禪師「以佛法為重」之言，入主汾州太子院，人稱「汾陽善昭禪師」。弟子為石霜慈明大師，下開楊岐派、黃龍派。
善昭禪師有「六根永滅邪思漏，便得光明解脫身」一句，被學者斷定其修行高深。